# Phonsavan
Cette page contient des caractères spéciaux ou non latins. S’ils s’affichent mal (▯, ?, etc.), consultez la page d’aide Unicode.
Phonsavan (laotien ໂພນສະຫວັນ) est la nouvelle capitale de la province de Xieng Khouang, au Laos. Sa population est d'environ 50 000 personnes. Elle se trouve à une altitude de 1 100 mètres.
La ville a été construite au milieu des années 1970, après la destruction presque complète de la capitale précédente, Xieng Khouang, au cours des combats du Pathet Lao contre les forces anti-communistes soutenues par les États-Unis.
Elle n'a donc pas d'intérêt architectural ou culturel, mais elle donne accès à la Plaine des Jarres et de nombreuses ethnies non-lao vivent dans les collines avoisinantes. Il existe aussi une petite communauté sino-laotienne.

## Santé
À Phonsavan se trouve un des plus grands orphelinats du Laos, géré par S.O.S. orphelinat et abritant plus de 120 orphelins.

## Transports
Phonsavan est desservi par l'aéroport de Xieng Khouang (en).